# Saiguède
Saiguède é uma comuna francesa na região administrativa de Occitânia, no departamento de Alta Garona. Estende-se por uma área de 11,86 km². Em 2010 a comuna tinha 825 habitantes (densidade: 69,6 hab./km²).